# جاو سيليزيا
جاو سيليزيا (بالألمانية: Gau Schlesien ) قسمًا إداريًا لألمانيا النازية من 1933 إلى 1941 في مقاطعة سيليزيا البروسية. من 1926 إلى 1933، كان التقسيم الإقليمي للحزب النازي لهذه المنطقة. تم تقسيم الجاو إلى سيليزيا السفلى وسيليزيا العليا في عام 1941. أصبحت غالبية الجاو السابقين جزءًا من بولندا بعد الحرب العالمية الثانية، حيث أصبحت أجزاء صغيرة في أقصى الغرب جزءًا من ألمانيا الشرقية المستقبلية.

## التاريخ
تم إنشاء نظام النازي جاو في الأصل في مؤتمر للحزب في 22 مايو 1926، من أجل تحسين إدارة هيكل الحزب. منذ عام 1933 وما بعده، بعد الاستيلاء النازي على السلطة، حل الجاو محل الولايات الألمانية كتقسيمات إدارية في ألمانيا. 
على رأس كل جاو، هناك غاوليتر ذو صلاحيات شبه مطلقة. كل غاولتير محلي غالبًا ما كان يشغل مناصب حكومية بالإضافة إلى مناصب حزبية وكان مسؤولًا، من بين أشياء أخرى، عن الدعاية والمراقبة، ومنذ سبتمبر 1944 فصاعدًا، فولكسستورم والدفاع عن الغاو.  
شغل منصب غالوتير سيليزيا هيلموت بروكنر من 1926 إلى 1934 وجوزيف فاجنر من 1934 إلى 1941.   تمت تنحية Brückner من منصبه بعد ليلة السكاكين الطويلة وطرد من الحزب النازي. توفي في الأسر السوفياتي بعد الحرب.  تم تجريد خليفته فاغنر، الذي كان أيضًا غالوتر من جنوب-ويستفاليا، من منصبه في عام 1941 وطُرد من الحزب النازي. اعتقل من قبل الغيستابو في عام 1944 وتوفي في مايو 1945 في ظل ظروف غير واضحة. 